# Zhaoshi (köpinghuvudort i Kina, Hunan Sheng, lat 29,24, long 109,43)
Zhaoshi (kinesiska: 召市, 召市镇) är en köpinghuvudort i Kina. Den ligger i provinsen Hunan, i den södra delen av landet, omkring 360 kilometer väster om provinshuvudstaden Changsha. Antalet invånare är 28 041. Befolkningen består av 13 698 kvinnor och 14 343 män. Barn under 15 år utgör 23,0 %, vuxna 15-64 år 67 %, och äldre över 65 år 8,0 %.
Runt Zhaoshi är det ganska tätbefolkat, med 144 invånare per kvadratkilometer. Zhaoshi är det största samhället i trakten. I omgivningarna runt Zhaoshi växer huvudsakligen savannskog.
Genomsnittlig årsnederbörd är 1 681 millimeter. Den regnigaste månaden är maj, med i genomsnitt 292 mm nederbörd, och den torraste är december, med 20 mm nederbörd.